# Mnemosyne (sommerfugl)
Mnemosyne (Parnassius mnemosyne) er en sommerfugl i svalehalefamilien. Mnemosynen er spredt udbredt i Europa. Den findes desuden østpå gennem Tyrkiet og Rusland til Iran, Kaukasus og Centralasien.

## Forekomst i Danmark
Arten er uddød i Danmark. Den sidste blev set 5. juni 1961. Den holdt til i lysninger i løvskove og kunne ses fra sidst i maj til ca. 1 juli. Sommerfuglen er muligvis forsvundet som en konsekvens af fredskovsforordningen, der fra 1805 forbød græsning i danske skove. Græsning havde tidligere favoriseret speciel bundvegetation. Planten liden lærkespore var en af mange planter, der nød godt af græsningen. Nu da græsningen er forsvundet er liden lærkespore gået kraftigt tilbage. Præcis denne plante er mnemosynens vigtigste foderplante i Danmark.

## Udseende
Mnemosyne er på størrelse med sortåret hvidvinge. Men mnemosynen har tydelige sorte pletter på kanterne af forvingerne. På spidserne af forvingerne, langs sømmen findes et glasklart gennemsigtigt felt. Mnemosynen er i familie med apollo, men mangler de tydelige mere udtalte sorte pletter og de røde øjepletter. Herudover er mnemosynen noget mindre. Hunnen kan kendes fra hannen ved at hun har en glinsende sort bagkrop, mens hannens bagkrop er besat med grå hår.
- ♂ overside.
- ♂ underside.
- ♀ overside.
- ♀ underside.

## Livscyklus
Ægget lægges og overvintrer til april næste år. Her klækkes det. Larven finder en liden lærkespore og lever af planten til den er udvokset efter ca. en måned. Herefter forpupper den sig blandt visne blade og puppen klækkes efter 3 – 4 uger.

## Foderplanter
Liden lærkespore, fingerlærkespore, tjærenellike, forskellige blomstrende skærmplanter.